# Switłana Sajenko
Switłana Ołeksandriwna Sajenko, Svetlana Saenco (ukr. Світлана Олександрівна Саєнко; ur. 27 października 1982) – ukraińska i od 2012 roku mołdawska zapaśniczka w stylu wolnym. Dwukrotna olimpijka. Czwarta w Atenach 2004 w kategorii 72 kg i dziesiąta w Londynie 2012 w tej samej wadze.
Zdobyła brązowy medal na mistrzostwach świata w 2005. Piąta w 2009 i 2013. Trzecia na igrzyskach europejskich w 2015. Sześciokrotna medalistka mistrzostw Europy, srebro w 2004, 2006 i 2007. Druga w Pucharze Świata w 2005 i czwarta w 2006. Wicemistrzyni Europy juniorów w 2002 roku.